# Jongsarit Wutchuay
Jongsarit Wutchuay (thailändisch จงสฤษดิ์ วุฒิช่วย) ist ein thailändischer Fußballtrainer.

## Karriere
Jongsarit Wutchuay stand vom 5. August 2019 bis November 2021 beim Lamphun Warrior FC unter Vertrag. Der Verein aus Lamphun spielte 2019 in der dritten thailändischen Liga. Die Saison 2020/21 wurde er mit den Warriors Meister der Northern Region der dritten Liga. In den Aufstiegsspielen belegte man am Ende den ersten Platz und stieg somit in die zweite Liga auf. Nach 14 Zweitligaspielen wurde er im November 2021 durch den Brasilianer Wanderley Junior ersetzt. Wutchuay übernahm das Amt des Technischer Direktors. Bei Lamphun stand er bis zum 8. März 2023 unter Vertrag. Am 9. März 2023 übernahm er bis Saisonende 2022/23 das Amt des Cheftrainers beim Drittligisten Phitsanulok FC. Mit dem Verein wurde er Meister der Northern Region und qualifizierte sich somit für die Aufstiegsspiele zur zweiten Liga. Hier konnte man sich jedoch nicht durchsetzen.

## Erfolge
Lamphun Warrior FC
- Thai League 3 – North: 2020/21  ▲

Phitsanulok FC
- Thai League 3 – North: 2022/23